# Henri-Nicholas François
Henri-Nicholas François, francoski general, * 1882, † 1958.